# Мініно (Костромська область)
Мініно (рос. Минино) — присілок в Шар'їнському районі Костромської області Російської Федерації.
Населення становить 6 осіб. Входить до складу муніципального утворення Шангське сільське поселення.

## Історія
Від 2007 року входить до складу муніципального утворення Шангське сільське поселення.

## Населення
| 2008 | 2010 | 2014 |
| ---- | ---- | ---- |
| 2    | ↗5   | ↗6   |